# Эффект иллюзии правды
Эффект иллюзии правды (эффект достоверности, эффект правдивости, эффект повторения) — когнитивное искажение, которое выражается в склонности верить в достоверность информации после её многократного восприятия.
Этот психологический феномен объясняется тем, что уже знакомую информацию легче воспринять и проанализировать.
Эффект иллюзии правды часто используется в политике, рекламе и средствах массовой информации.

## Психологические причины
Когда человек пытается определить, является ли полученная им информация правдой или ложью, он руководствуется двумя критериями: насколько высказывание логично и совпадает с его уже существующими знаниями, а также слышал ли он ранее что-то подобное. Люди склонны сравнивать новую информацию с уже знакомой. Знакомые утверждения намного легче воспринять и осмыслить, чем те, которые мы слышим впервые. В результате этого у человека создается ощущение, что часто повторяемая информация является истинной.
Исследователи также связывают эффект иллюзии правды с феноменом «ошибка хайндсайта» и способностью более быстро и «бегло» обрабатывать уже знакомую информацию.

## История
Впервые термин эффект иллюзии правды был введён в 1977 году в результате исследования, проведённого в университете Вилланова и Темплском университете. В рамках этого исследования участников попросили оценить ряд простых утверждений как истинные или ложные. Дэвид Голдштейн, Линн Хашер и Томас Топпино представили одной и той же группе студентов список из 60 правдоподобных утверждений.
Спустя неделю студентам показали второй список, а ещё через неделю — третий. При этом 20 утверждении остались неизменными, а остальные 40 отличались в каждом. Участников попросили указать, насколько они уверены в истинности или ложности утверждений. В том числе, они должны были оценить свою убеждённость в правдивости каждого из них по шкале от 1 до 7. Средний балл «уверенности» студентов в истинности утверждения увеличивался с каждым повторным показом списка (с 4,2 в первом списке до 4,7 в третьем). Это исследование наглядно демонстрирует, что повторение утверждения повышает степень уверенности человека в истинности высказывания.

## Дальнейшее изучение
Для изучения этого когнитивного искажения был проведён ряд экспериментов и практических исследований. Все последующие исследования подтвердили уже существующую гипотезу.
Эксперимент 1979 года позже повторили Хол Аркес, Кэтрин Хакетт и Ларри Боем в 1989 году. Их аналогичное исследование показало, что люди оценивают повторные утверждения как более достоверные, чем те, которые они слышат впервые.
В 2011 году Джейсон Д. Озубко и Джонатан Фугельсанг провели ещё один аналогичный эксперимент. Они пришли к выводу, что чем чаще человек слышит определённое утверждение, тем сильнее он поддается «иллюзии истины». По их мнению, это связано с тем, что информация, которая уже есть в нашей памяти, воспринимается быстрее и легче обрабатывается.

## Последствия для общества
Если вы скажете достаточно большую ложь и будете много её повторять,
в конце концов люди в неё поверятЙозеф Геббельс
Эффект иллюзии правды как когнитивное искажение сознания существует уже давно, и часто использовался многими тоталитарными правителями для политической пропаганды.
Однако с момента обособления эффекта иллюзии правды как психологического феномена стало сложнее использовать его для манипуляции человеческим сознанием. Мария Кронли, Франк Кардес и Скотт Хокинс в своём исследовании показали, что чем больше потребители знакомы со способами манипуляции, тем сложнее компаниям манипулировать ими.

## Критика
Сначала эффект иллюзии правды подвергался критике из-за его прямолинейности. Многие полагали, что исследования не принимают во внимание другие факторы, например, психологический портрет участников эксперимента.
Помимо этого, изначально считалось, что эффект иллюзии правды возникает, лишь когда люди не уверены в правдивости определённого утверждения. Психологи предполагали, что этот психологический феномен нельзя будет использовать для массового распространения ложной информации, например, для создания фейк ньюс.
Это предположение было опровергнуто результатами исследования, проведенного в 2015 году Лизой К. Фацио, Надей М. Браузер, Б. Китом Пейном и Элизабет Дж. Марш. Данное исследование показало, что даже если человек уверен в истинности определённого утверждения, его можно убедить в обратном с помощью многократного повторения. Например, когда участники неоднократно сталкивались с утверждением «Сари — это название короткой клетчатой юбки, которую носили шотландцы», некоторые начинали верить в то, что это правда. Хотя эти же люди были в состоянии правильно ответить на вопрос: «Как называется шотландская короткая плиссированная юбка?».

## Влияние на общество

### Роль в политике
Эффект иллюзии правды особенно часто используется в политике, в том числе с целью политической агитации и пропаганды. Этим психологическим феноменом оперировали многие диктаторы, такие как Гитлер и Геббельс. Именно на эффекте иллюзии правды основывается приём большой лжи, используемый Адольфом Гитлером.
В современной политике это когнитивное искажение играет важную роль в предвыборных кампаниях или формировании нужных общественных настроений. Особенно часто общественность обвиняет в манипуляции общественным сознанием Дональда Трампа.

### Роль в рекламе
Хэмиш Прингл и Питер Филд в своей книге «Бессмертие брендов: как бренды могут жить долго и счастливо» проанализировали 1400 самых успешных рекламных кампаний согласно данным института специалистов по рекламе. Исследование показало, что эмоциональная реклама намного эффективнее рациональной. Поэтому сейчас всё больше компаний пытаются воздействовать именно на эмоции во время своей рекламной деятельности.
С помощью эффекта иллюзии правды реклама, которая часто повторяет необоснованные утверждения о продукте или услуге, может быть эффективна. Стимулирование продаж связано с тем, что люди начинают верить в информацию, потому что думают, что услышали её из авторитетного источника.

### Роль в средствах массовой информации
Пользуясь эффектом иллюзии правды, средства массовой информации могут распространить заведомо ложную информацию и заставить общественность поверить в её истинность. Недавно исследователи из Йельского университета изучили использование этого эффекта в средствах массовой информации. Участникам эксперимента показывали реальные заголовки фальшивых новостей, которые использовались на выборах 2016 года в США, такие как «Майк Пенс: гей-конверсионная терапия спасла мой брак» или «Ночь выборов: Хиллари была пьяна и сблизилась с Подестой». Даже после всего одного повторения участники оценили статьи, которые они видели прежде, как истинные. Этот эффект работал даже когда истории были явно абсурдными или нелогичными, а рядом со статьями появлялись чёткие предупреждения о том, что они могут содержать ложную информацию.